# Arenaria cinerea
Arenaria cinerea är en nejlikväxtart som beskrevs av Dc. Arenaria cinerea ingår i släktet narvar, och familjen nejlikväxter. Inga underarter finns listade i Catalogue of Life.